# Julia Müller
Julia Müller (Hamburgo, 10 de diciembre de 1985) es una exjugadora alemana de hockey sobre césped.

## Trayectoria
Müller tuvo su primera participación olímpica en Pekín 2008. En los Juegos Olímpicos de Río 2016 venció a Nueva Zelanda, en el partido por el tercer puesto, y obtuvo la medalla de bronce.